# III (Kin Ping Meh)
III (ook wel simpelweg 3 of Kin Ping Meh 3 genoemd) is het derde studioalbum van de Duitse rockband Kin Ping Meh. Dit album onderscheidt zich van de voorgaande door de meer traditionele, westerse rockmuziek. Op Kin Ping Meh en No. 2 speelde de groep voornamelijk progrock, folkrock en psychedelische muziek, terwijl op dit album enkel kant B experimentelere muziek bevat. In mei 1973 verliet Werner Stephan, die op III alleen te horen is in het liedje "Love Is the Day", de band en hij werd op aanraden van Gherard Mrozeck vervangen door Geff Harrison (beiden van 2066 & Then). De band werd voor het eerst bijgestaan door een koortje en blazerssectie (met arrangementen van Helmut Mocker). Ze namen het album op in de Windrose-Dumont-Time Studios te Hamburg en Wolfgang Klaus was geluidstechnicus van dienst. Het album werd in 1973 uitgegeven door Polydor en Zebra Records (de binnenhoes was voorzien van een zebraprint).

## Tracklist
| Nr. | Titel           | Schrijver(s)         | Duur |
| --- | --------------- | -------------------- | ---- |
| 1.  | Come On In      | Schmitt, Mrozeck     | 5:20 |
| 2.  | Random          | Wroe, Gross          | 3:46 |
| 3.  | Love Is the Day | Wroe, Mrozeck, Gross | 4:55 |
| 4.  | Rock Is the Way | Schmitt, Mrozeck     | 4:43 |

| Nr. | Titel       | Schrijver(s)         | Duur  |
| --- | ----------- | -------------------- | ----- |
| 5.  | Circus      | Wroe, Mrozeck, Gross | 14:06 |
| 6.  | Mrs. Holmes | Wroe, Weber, Gross   | 7:20  |

## Bezetting
- Uli Gross - akoestische en elektrische gitaar, zang
- Gerhard Mrozeck - akoestische en elektrische gitaar, zang
- Alan "Joe" Wroe - basgitaar
- Kalle Weber - drums, percussie
- Frieder Schmitt - piano, orgel, synthesizer, elektrische piano
- Werner Stephan - zang (alleen in het liedje "Love Is the Day")
- Geff Harrison - zang
- Elga Blask - achtergrondzang
- Pete Bender - achtergrondzang
- Rale Oberpichler - achtergrondzang (voorheen van de Wonderland Band)
- Rolf Köhler - achtergrondzang